# Szürke vércse
A szürke vércse (Falco ardosiaceus) a madarak osztályának sólyomalakúak (Falconiformes) rendjéhez, azon belül a sólyomfélék (Falconidae) családjához tartozó faj.

## Előfordulása
Afrika középső és nyugati részén honos. Természetes élőhelye a szavanna és a nyílt erdőségek.

## Megjelenése
Testhossza 28–33 centiméter, szárnyfesztávolsága 58–72 centiméter, testtömege pedig 300 gramm. Szeme környéke és csőre töve sárga, tollazata szürkés.

## Életmódja
Rovarokkal, denevérekkel, gyíkokkal és emlősökkel táplálkozik.